# Andoma

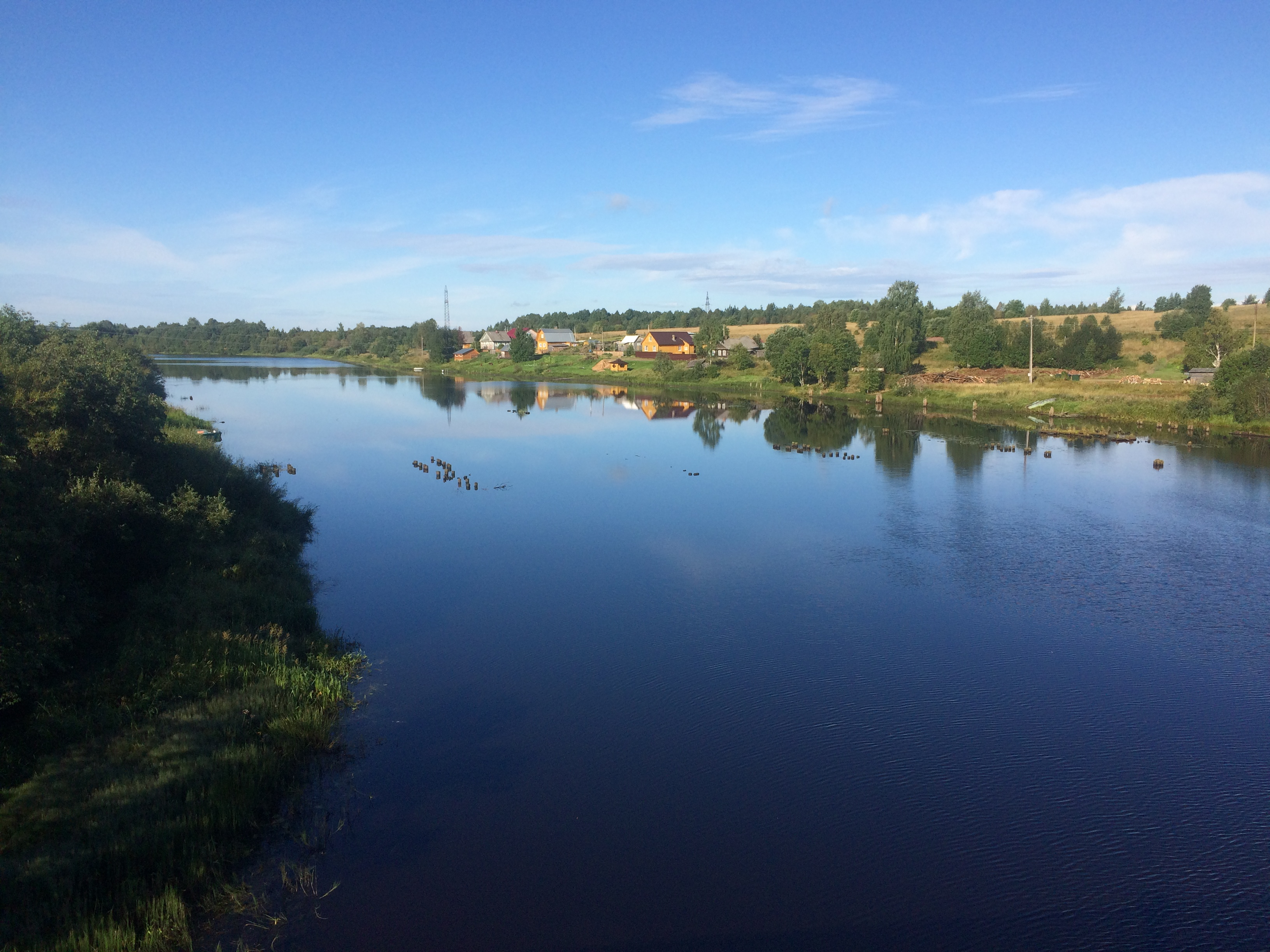

La Andoma (in russo А́ндома?) è un fiume della Russia europea nordoccidentale (oblast' di Vologda), tributario del lago Onega (bacino idrografico dello Svir').
Nasce dal versante meridionale delle alture omonime (alture dell'Andoma), emissario del piccolo lago Groptozero. Scorre con direzione dapprima meridionale, successivamente mediamente occidentale, senza toccare centri urbani di rilievo, in una regione di bassi rilievi morenici e ricca di laghi e paludi. Sfocia nella parte sudorientale del lago Onega presso l'insediamento di Ol'kovo. Il principale affluente è la Samina, proveniente dalla destra idrografica.
La Andoma è gelata, mediamente, da novembre/dicembre a fine aprile; nei rimanenti mesi viene utilizzata per il trasporto del legname (fluitazione). Nel basso corso è inoltre navigabile.